# Třešť
Třešť (Ausspracheⓘ [ˈtr̝̊ɛʃc], deutsch Triesch) ist eine Stadt in Tschechien. Sie liegt 14 Kilometer südwestlich von Jihlava (Iglau) und gehört zum Okres Jihlava.

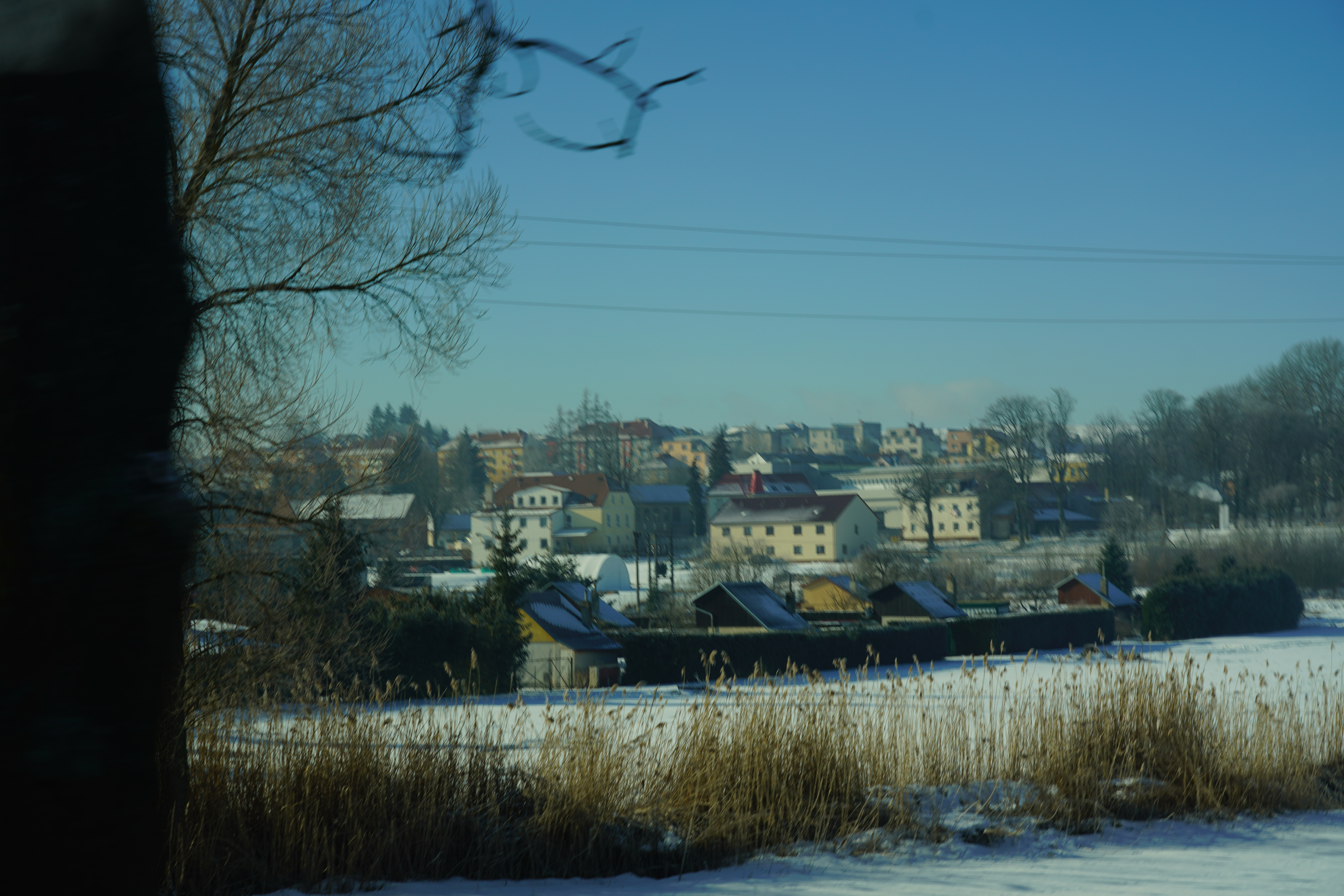
Blick auf Třešť

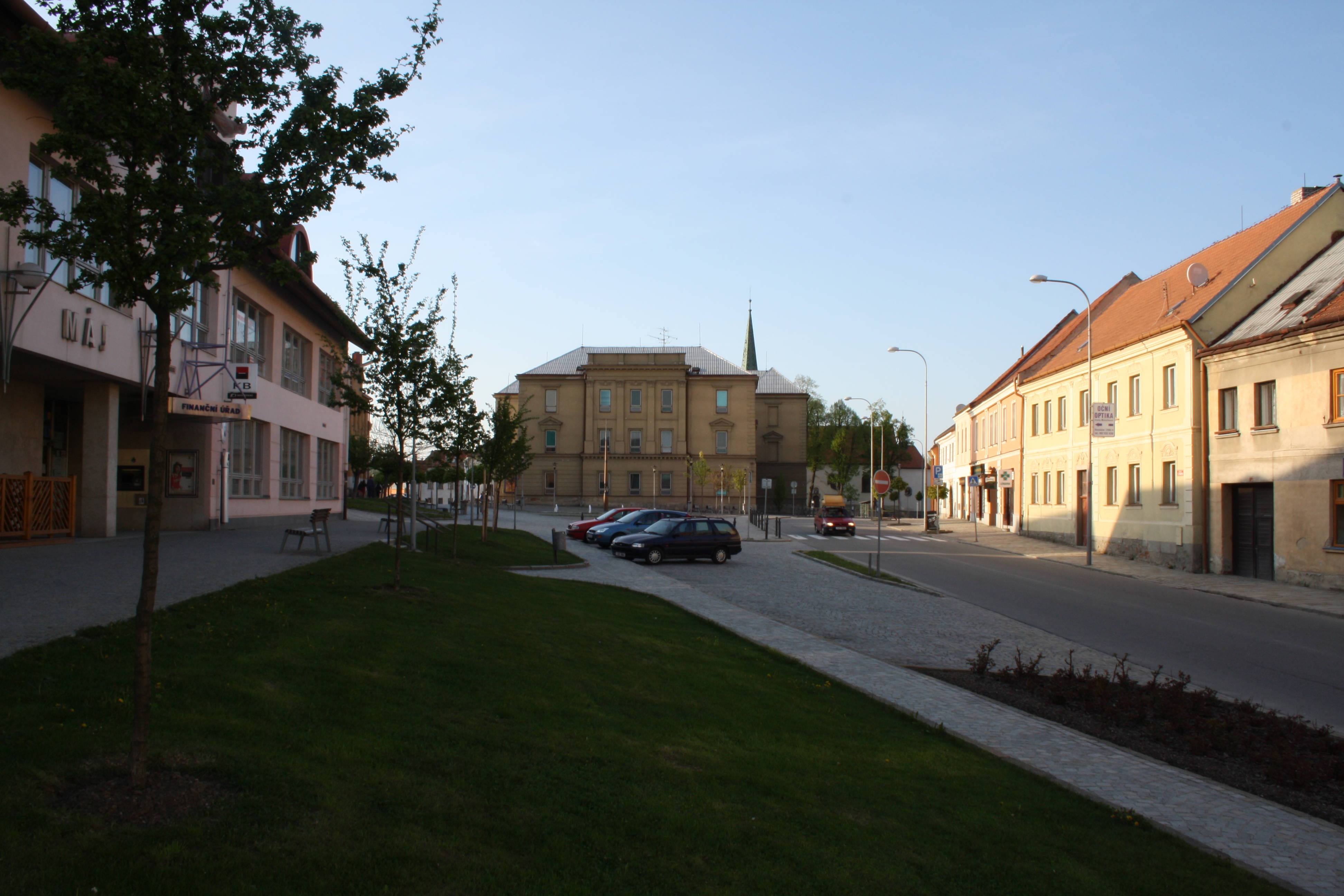
Platz in Třešť

## Geographie
Třešť befindet sich nördlich der Javořická vrchovina am Übergang zur Brtnická vrchovina (Pirnitzer Hügelland) in der Böhmisch-Mährischen Höhe. Die Stadt liegt im Tal des Třešťský potok (Trieschbach), der oberhalb von Třešť im Váňovský rybník (Wanauer Teich) gestaut wird. Nordöstlich erhebt sich der Velký Špičák (Großer Spitzberg, 734 m). Am südöstlich der Stadt gelegenen Hřeben entspringt die Mährische Thaya.
Nachbarorte sind Jezdovice im Norden, Vílanec, Loučky und Beranovec im Nordosten, Suchá, Prostředkovice und Stonařov im Osten, Otín und

## Stadtgliederung
Die Stadt Třešť besteht aus den Ortsteilen Buková (Bukau), Čenkov (Zenkau), Salavice (Sollowitz) und Třešť (Triesch).

## Geschichte
Třešť entstand wahrscheinlich in der Mitte des 13. Jahrhunderts. In dieser Zeit wurde auch die Pfarrkirche St. Martin erbaut. Das Dorf lag an Handelswegen nach Humpolec und Lovětín. Die erste urkundliche Erwähnung fand der Ort 1349 in der mährischen Landtafel zu Brünn. 1355 verkaufte Záviš von Třešť die Herrschaft an Štěpán von Březnice. Dieser veräußerte den Besitz 1358 an den Markgrafen Johann Heinrich, welcher ihn im selben Jahre an Jaroslav von Sternberg verkaufte. 1391 wurde der Silberbergbau in Jezdovice aufgenommen. Im Jahre 1402 waren die Sternberger von Triesch am Überfall auf Iglau beteiligt. Nach der Vertreibung der Juden aus Iglau gestattete die Herrschaft 1424 ihre Ansiedlung in Triesch. Im 15. Jahrhundert entstand der jüdische Friedhof. Ab 1464 wurde Triesch als Städtchen bezeichnet.
1493 erwarben die Vencelík von Vrchoviště die Herrschaft Triesch von den Sternbergern. Unter ihrer Herrschaft wurde die seit 1513 nachweisbare Feste erbaut, welche bereits 1586 zu einem vierflügeligen Renaissanceschloss umgestaltet wurde. Nach der Schlacht am Weißen Berg wurde der Besitz der Vencelík konfisziert und 1626 an die Kärntner Linie Herbersteiner verkauft. Ihnen folgten 1657 die Geyer von Edelbach, von denen es 1669 die österreichische Linie der Herbersteiner erwarb. 1660 erfolgte der barocke Umbau des Schlosses. Im Jahre 1686 entstand das jüdische Ghetto, in dem 1693 eine Synagoge entstand. 1793 vernichtete ein Brand Teile der Stadt. Im Jahre 1802 begann die Tradition des Weihnachtskrippenbaus in Triesch. Zuerst erfolgte der Krippenbau mittels bemalter Pappmaché, ab 1860 setzte die Herstellung hölzerner Krippen ein.
1811 entstand ein hölzerner Aussichtsturm auf dem Großen Spitzberg, welcher 1834 bei einem Sturm einstürzte. Beim Stadtbrand von 1824 wurde die Katharinenkirche und die Synagoge zerstört. Ab 1831 wurde die Herrschaft Triesch von Amts wegen verwaltet und 1844 an die Herren von Sternbach verkauft.
Ab der Mitte des 19. Jahrhunderts entstanden mehrere Fabriken in Triesch. 1832 gründete Josef Schumpeter eine Tuchwalke und Färberei. 1840 errichtete der türkische Staatsbürger Samuel de Mayo, spanisch-jüdischer Herkunft, eine Zündholzfabrik. 1868 folgte die Möbel- und Uhrkästenfabrik von Moric Knapp, aus der 1872 die Aktiengesellschaft Stern & Knapp hervorging.
1863 wurden bei einem Stadtbrand 56 Häuser vernichtet. 1872 entstand in dem Marktflecken die erste tschechische Bürgerschule Mährens. 1880 lebten in Triesch 4374 Einwohner. 1898 brannte die Schumpetersche Textilfabrik ab. Ihre Ruinen erwarb der Unternehmer Berthold Münch aus Höditz und baute sie wieder auf. Durch Kaiser Franz Joseph I. wurden Triesch im Jahre 1901 die Stadtrechte und das Stadtwappen verliehen.
Nach dem Ende des Ersten Weltkrieges bildete sich in Triesch eine starke Arbeiterbewegung heraus, die insbesondere auf das Wirken von Stanislav Kostka Neumann zurückgeht. 1924 stellte die Zündholzfabrik die Produktion ein, das Gebäude erwarb der Tischler Ignac Meissner, der dort ab 1927 Radiokästen fertigte. Nach der deutschen Besetzung im Jahre 1939 erfolgte die Enteignung jüdischer Unternehmen. Die Fabrik von Ignac Meissner wurde an einen deutschen Besitzer übertragen. Noch im selben Jahre erfolgte die Hinrichtung des Tuchfabrikanten Rudolf Münch. Am 14. Mai 1942 begann der Transport der Juden aus Triesch in die deutschen Vernichtungslager. Damit erlosch die jüdische Gemeinde von Triesch. 1945 gründete sich in Triesch ein revolutionärer Volksausschuss, der in den letzten Kriegstagen den bewaffneten Aufstand gegen die deutschen Besatzer aufnahm. Bei den Kämpfen fielen 23 Einwohner der Stadt. Nach der Niederschlagung des Maiaufstandes wurden auf dem Hof des Gefängnisses 33 der Aufständischen hingerichtet.
Nach dem Ende des Zweiten Weltkrieges erfolgte die Enteignung der Herren von Sternbach, die nach Österreich geflohen waren und das Schloss wurde verstaatlicht. Im Jahre 1949 wurde Třešť zur Bezirksstadt erhoben. 1958 wurden die ersten Romafamilien in Třešť angesiedelt. 1960 erfolgte die Auflösung des Okres Třešť. 1983 wurde die Tschechoslowakische Akademie der Wissenschaften Rechtsträger des Schlosses. Im selben Jahre erfolgte auch die Übergabe der Synagoge an die Tschechoslowakische Hussitische Kirche.
2003 fand erstmals seit dem Zweiten Weltkrieg wieder eine Beisetzung auf dem jüdischen Friedhof von Třešť statt. Die sterblichen Überreste von Wolfgang Münch, einem Nachkommen der Unternehmerfamilie Münch, wurden aus England nach Třešť überführt.

## Städtepartnerschaften
- Pieterlen, Schweiz
- Obergünzburg, Deutschland

Daneben besteht eine Städtefreundschaft mit Raabs an der Thaya in Österreich.

## Sehenswürdigkeiten

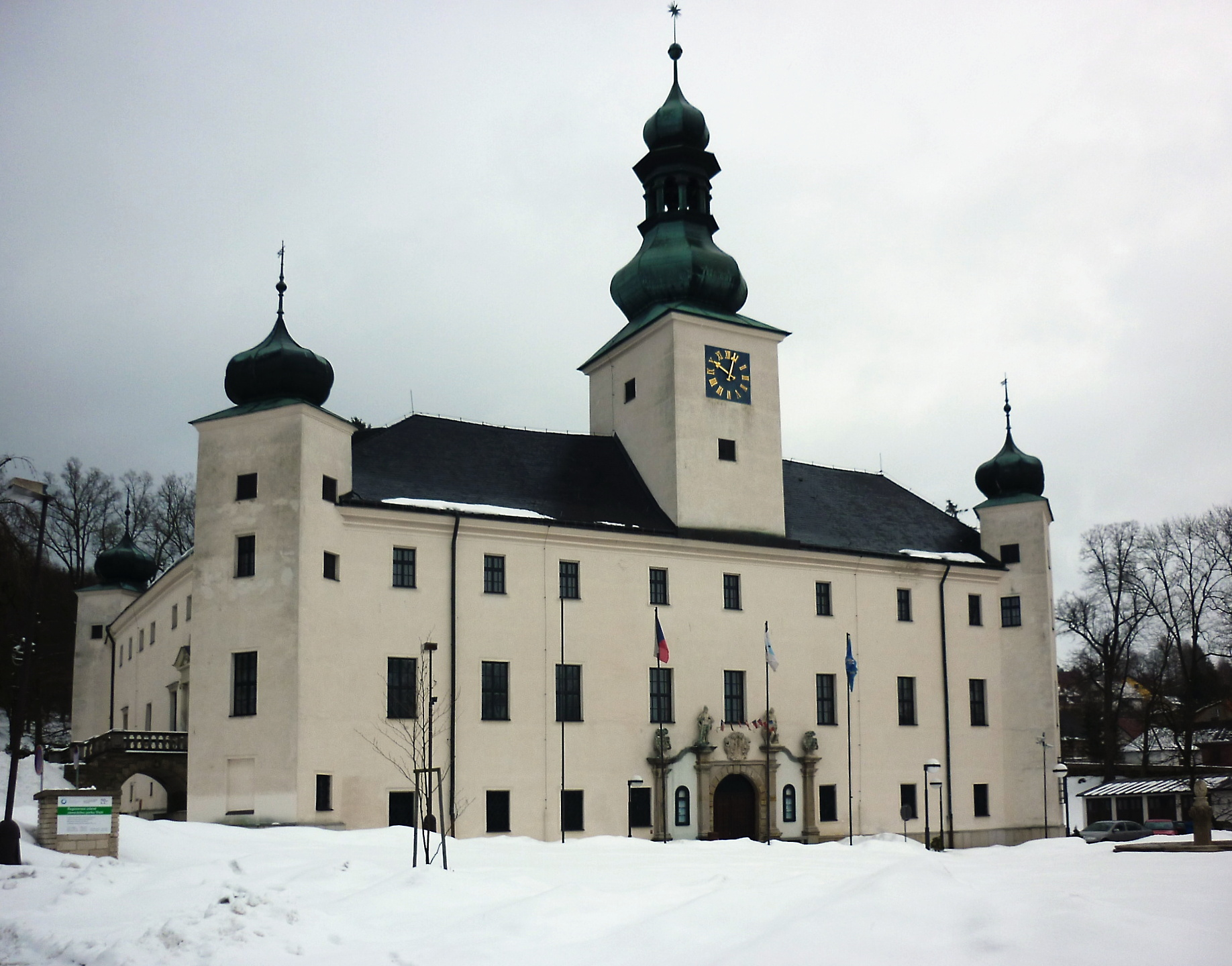
Schloss Triesch

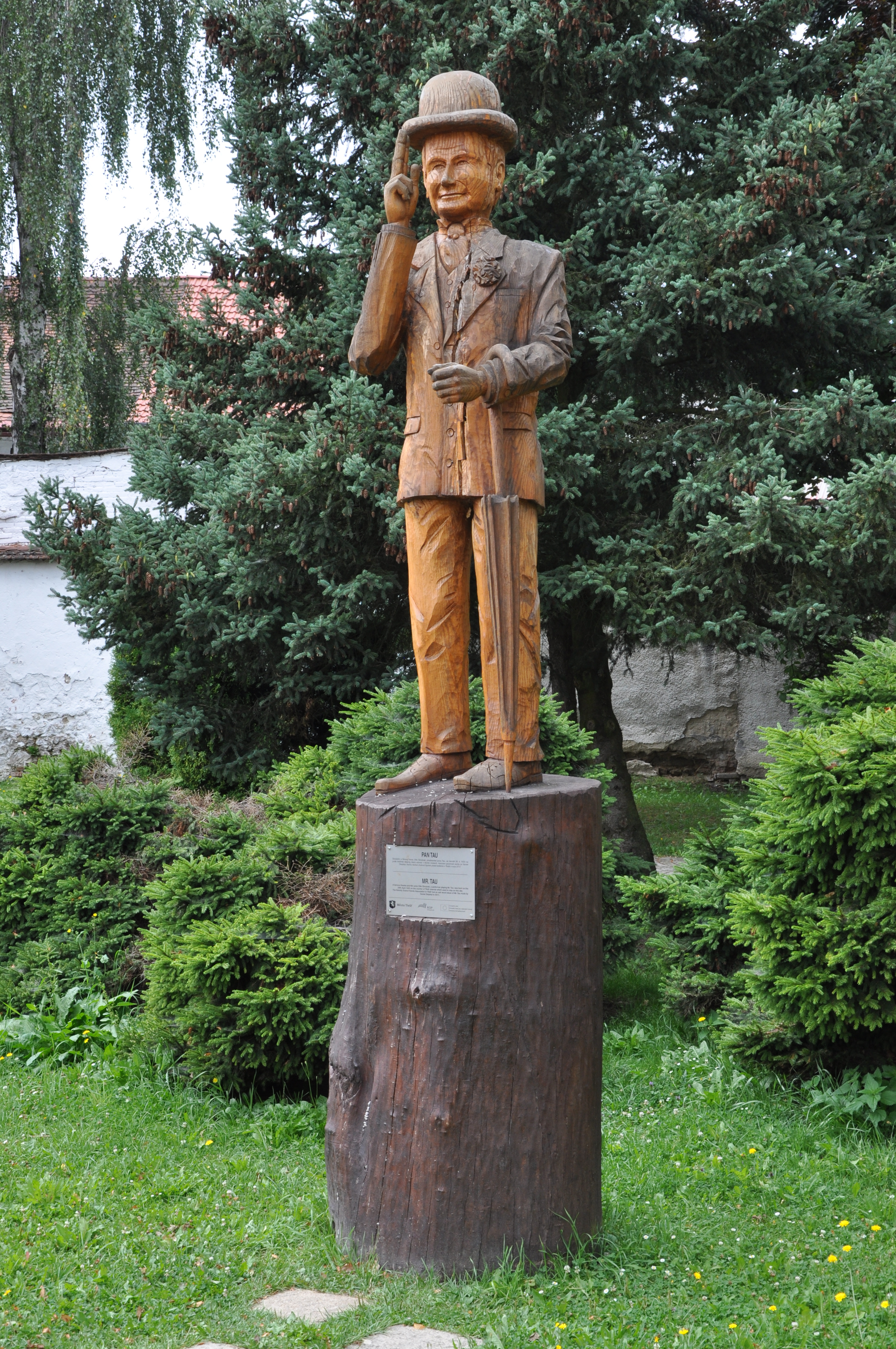
Pan-Tau-Holzstatue

- Das Schloss Třešť entstand anstelle einer 1513 errichteten Feste und 1860 seine heutige Gestalt. Es dient heute der Akademie der Wissenschaften der Tschechischen Republik als Hotel- und Kongresszentrum mit Gastronomiebetrieb
- Pfarrkirche St. Martin, erbaut im 13. Jahrhundert und 1771 barockisiert
- Kirche der hl. Katharina von Siena, erbaut 1526 unter den Vencelík von Vrchoviště als evangelisch-lutherische Kirche
- Schumpeter-Haus, Geburtshaus von Joseph Schumpeter, seit 2003 städtisches Informationszentrum, Zweigstelle des Vysočina Museums und Weihnachtskrippenausstellung
- Die ehemalige Synagoge wurde 1825 nach dem Brand des Ghettos von 1824 im Empirestil errichtet. Sie dient seit 1983 der Hussitischen Kirche als Gotteshaus
- Jüdischer Friedhof, angelegt im 18. Jahrhundert
- barocke Statuen der Unbefleckten Empfängnis und des Hl. Johannes von Nepomuk, am Damm, geschaffen 1729–1734
- Kreuzweg von der Kirche St. Martin auf dem Galgenberg, angelegt 1878
- Grabkapelle der Familie Schumpeter im Neorenaissancestil, auf dem Friedhof
- Denkmal an die Opfer des Maiaufstandes von 1945 auf dem Gefängnishof, errichtet 1975
- Denkmal an den Abtransport der Juden in die Konzentrationslager, errichtet 1992
- Denkmal für Pan Tau bzw. den Schauspieler Otto Šimánek

## Persönlichkeiten

### Söhne und Töchter der Stadt
- Šimon Partlic (1588–um 1649), tschechischer Astronom
- Johann Horzalka (1798–1860), österreichischer Komponist
- Emil Kosa (1851–1919), Maler
- Salomon Krenberger (1861–1931), Heilpädagoge
- Joseph Schumpeter (1883–1950), österreichischer Ökonom
- Victor Stern (1885–1958), Kommunist und Philosoph
- Václav Richter (1900–1970), tschechischer Historiker
- Otto Šimánek (1925–1992), tschechischer Schauspieler
- František Radkovský (* 1939), katholischer Bischof
- Moritz Duschak (1815–1890), Rabbiner, Religionspädagoge, Autor

### In der Stadt lebten und wirkten
- Franz Kafka (1883–1924) besuchte in seiner Studienzeit zwischen 1900 und 1907 während der Ferien regelmäßig seinen Onkel, den Triescher Landarzt MUDr. Siegfried Löwy